# Clase Borey
El Proyecto 955 Borey (en ruso: Проекта 955 «Борей», en referencia a Bóreas) es una clase de submarinos estratégicos rusos a propulsión nuclear, de los cuales tres están en servicio, uno en pruebas de mar y otros cuatro en construcción en noviembre de 2018. Los submarinos de este tipo reemplazarán a los submarinos Proyecto 667BDR Kalmar (Delta III) y submarinos Proyecto 941 Akula (Typhoon). Los submarinos Proyecto 955 Borey representan la cuarta generación de submarinos estratégicos de Rusia. Rusia planea adquirir 14 unidades en total. A partir de la cuarta unidad, que pertenecen a un tipo altamente modernizado, se denominan 955A. Portan 16 misiles balísticos intercontinentales con ojivas termonucleares múltiples.

## Construcción

Perfil de un submarino de la clase Borey.

secciones cortadas.

Variante Borei-A.

El proyecto de la nueva clase de submarinos de misiles balísticos, probablemente comenzó antes de la caída de la Unión Soviética, hacia 1991, con los submarinos Proyecto 667BDRM Delfín (Delta IV), y los submarinos más grandes Proyecto 941 Akula (Typhoon) comenzados a construir. 
La fase inicial del proyecto duró hasta 1996. El 16 de octubre de 1996 Felix Gromov anunció la construcción de una nueva clase de submarinos. El 2 de noviembre de 1996 empezó la construcción del primer submarino de pruebas Proyecto 955 Borey (inicialmente denominado como Proyecto 935 Borey). Un nuevo misil balístico intercontinental para submarinos se desarrolló a la vez: el R-39M Bark (SS-N-28). 
En 1998 lo poco que se había construido del nuevo submarino, quedó paralizado por los problemas económicos de Rusia, y los malos resultados de las primeras pruebas del misil. Tras los fracasos de las pruebas realizadas con este nuevo misil, la producción del misil R-39M Bark se canceló en 1998 y un nuevo misil, el Bulava (SS-NX-30), empezó a proyectarse. Este contratiempo provocó que el submarino debiera ser reformado para alojar el nuevo misil, y el proyecto fue renombrado como Proyecto 955 Borey. Debido a los problemas anteriormente expuestos, no se cumplió la expectativa de botarlo en 2001 o 2002. 
A partir de 2001 se retomó la construcción definitivamente y el submarino recibió nombre: Yuri Dolgoruki; en 2004 el Gobierno ruso afirmaba que el submarino estaba al 75% de su construcción. El 19 de marzo de 2004 se puso en grada el segundo submarino del proyecto: el Aleksandr Nevski; dos años más tarde, el 19 de marzo de 2006, se puso en grada el tercer submarino: el Vladímir Monomaj; y el 31 de julio de 2012 se inició la construcción del cuarto submarino, llamado Príncipe Vladimir. 
Los submarinos fueron diseñados por la Agencia de Diseño Rubin y se construyen en los astilleros de Sevmash, en Severodvinsk. La previsión era incorporar el Yuri Dolgoruki para el año 2008, pero la botadura se retrasó al año 2007, manteniéndose el año 2008 como fecha de incorporación, siendo incorporado realmente en el 2013.
El Yuri Dolgoruki es el primer submarino estratégico botado al mar en 17 años, desde el fin de la era soviética; y el primer submarino estratégico realmente ruso, lo que les configuran como un hito en el desarrollo de la Armada rusa, tras la caída de la Unión Soviética en 1991. 
Aunque originalmente los submarinos iban a ser destinados a la Flota del Pacífico, en reemplazo de los submarinos 667BDR, el Yuri Dolgoruki fue asignado a la Flota del Norte debido a que las obras de las instalaciones para estos submarinos no están completas en el oriente ruso.

## Características

### Armamento

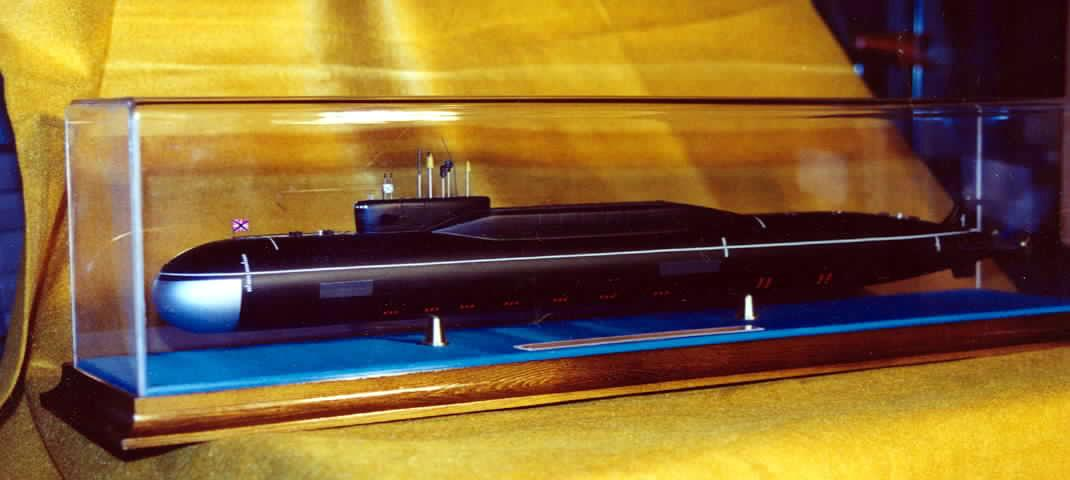
Maqueta que representa la primera versión del Proyecto 955 Borey, en concreto el Yuri Dolgoruki.

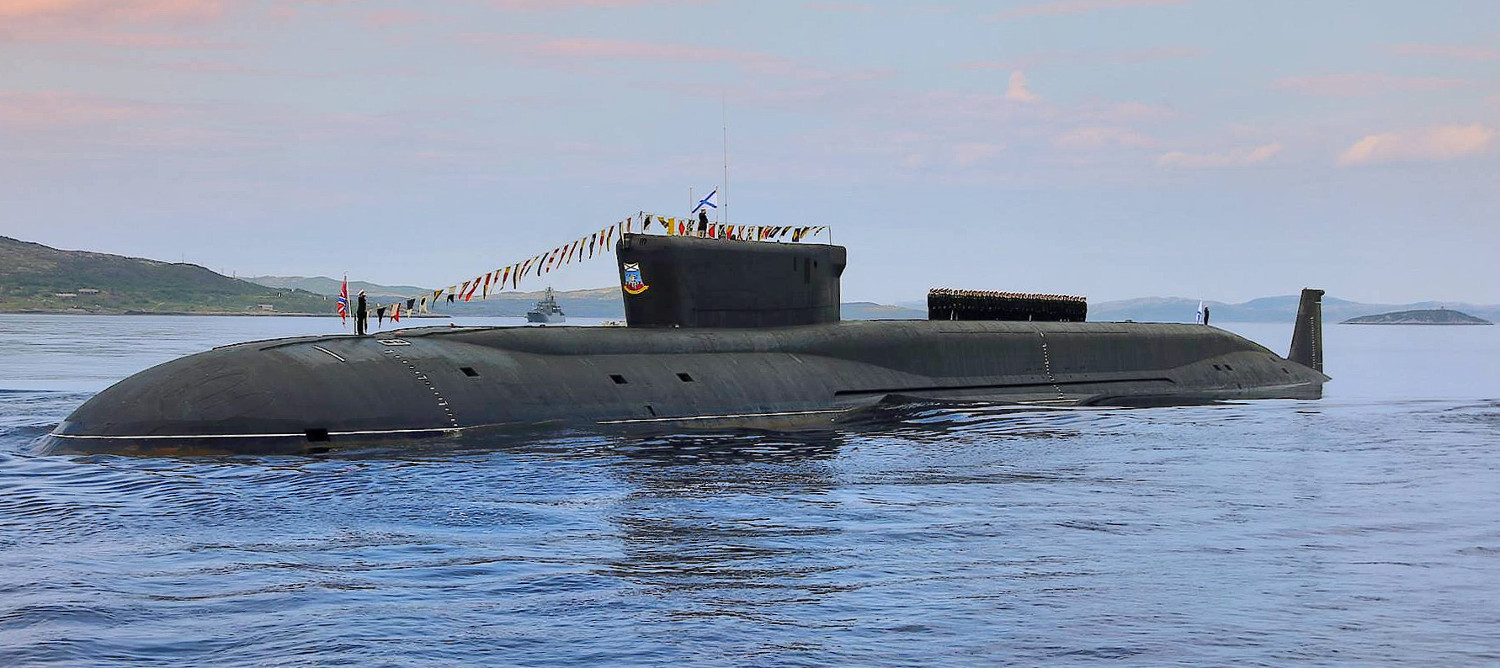
El Yuri Dolgoruki (K-535) en el año 2015.

Entre estos tres submarinos portarán alrededor de 48 misiles Bulava, con un total de 480 cabezas nucleares. 
Los Borey serán capaces de lanzar los nuevos misiles balísticos intercontinentales R-30 Bulava y los de crucero Kh-101 y kh-102, con rangos superiores a 5000 km, y tendrían capacidades furtivas,  según los informes publicados por la revista de inteligencia militar "Janes". Nueva información disponible revela que tienen un menor desplazamiento que los submarinos Schuka o Akula, y que su inmersión y maniobrabilidad fueron ampliamente mejorados, debido a un nuevo y moderno reactor nuclear.
A partir de 2018, irán equipados con los nuevos torpedos Futlyar para su autodefensa. Además de los torpedos también poseen 2 MANPADS Igla con 12 misiles para defensa antiaérea cercana. 

## Construcción
Los submarinos del Proyecto 955 Borey son presentados como lo último en tecnología de diseño y construcción de submarinos, incorporando tecnologías que los hacen superiores a todo submarino actualmente en servicio, como la habilidad de moverse silenciosamente y sin ser detectado por sonares. Los avances incluyen un diseño del casco compacto e integrado hidrodinámicamente eficiente que reduce los ruidos de alta frecuencia y ser los primeros submarinos nucleares rusos que incorporan el sistema de propulsión «pump jet».
Con un costo aproximado por unidad de 890 millones de dólares, los submarinos Proyecto 955 Borey tienen una longitud de 170 metros, 13,5 metros de diámetro y una velocidad máxima en inmersión de 46 km/h (25 nudos). De menor tamaño que los submarinos Proyecto 941 «Akula» (Typhoon), el primer submarino Proyecto 955 Borey se diseñó para portar 20 misiles ICBM, pero se han eliminado 8 misiles ICBM por el incremento de masa del nuevo misil de 45 toneladas Bulava (versión modificada del nuevo misil balístico intercontinental Topol-M) sobre el propuesto R-39M (SS-N-28). Aunque en un principio los submarinos consecutivos al Yuri Dolgoruki serían más grandes y portarían 16 misiles Bulava, en vez de los 12 misiles que portaría el Yuri Dolgoruki, según el informe START de 2007 todos los submarinos, incluyendo al Yuri Dolgoruki, portarán 16 misiles.

La disuasión nuclear funciona y nadie se atreve a atacar a Rusia incluyendo Estados Unidos y la OTAN. El incremento de las fuerzas nucleares navales en la Armada rusa contribuirá, sin duda, a fortalecer el sistema de disuasión nuclear, y máxime que cada uno de los primeros dos submarinos de la clase Borey llevará dieciséis misiles ICBM “Bulava” dotados de entre seis y diez ojivas cada uno. Los demás sumergibles, entre ellos el “Vladimir Monomaj”, portarán, cada uno, veinte misiles de este tipo. Pero no hay que perder de vista que estos misiles y ojivas, junto con los lanzados desde tierra y desde aire, deberán ajustarse a lo pactado en el Tratado START III.
Víktor Litovkin, redactor de la Revista Militar Independiente

Desde julio de 2012 se encuentra en construcción un cuarto submarino, llamado Príncipe Vladimir. Se prevé que los 8 submarinos estratégicos planificados para la construcción de este nuevo modelo se incorporen a la Armada rusa hasta 2020, y formarán el eje de las fuerzas estratégicas navales rusas.

## Historial operativo

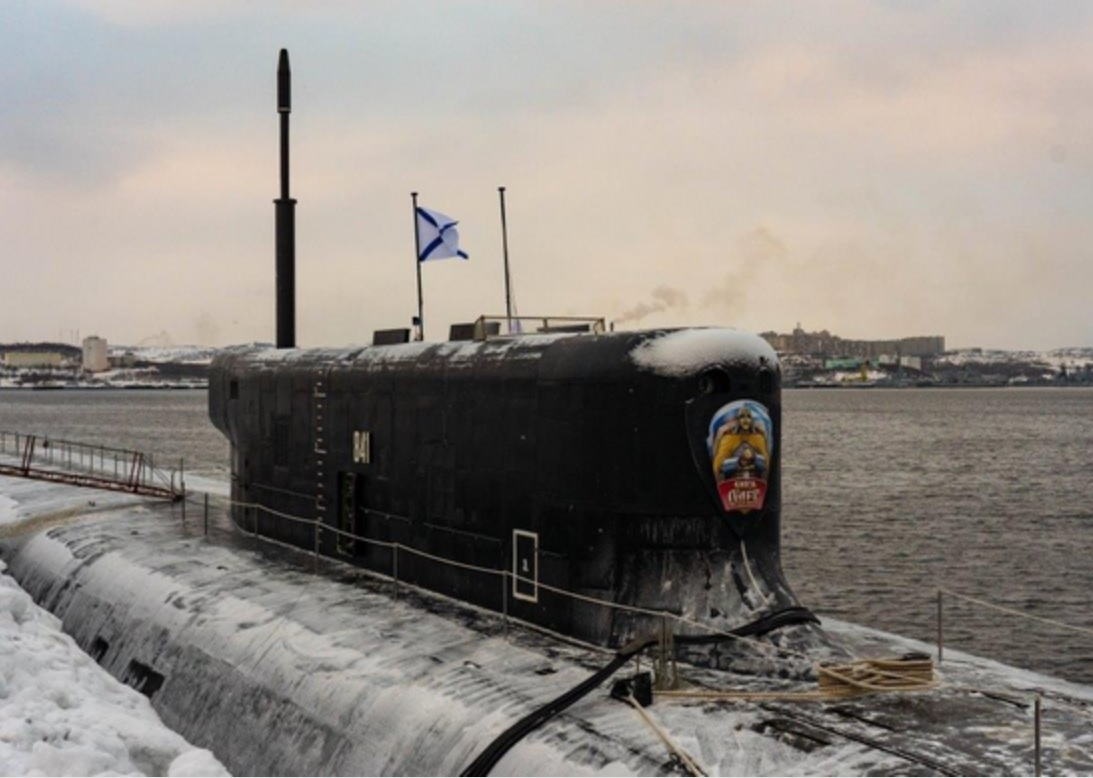
Torre de mando del Knyaz Oleg en el año 2022.

Los nuevos submarinos Proyecto 955 Borey son uno de los submarinos estratégicos más modernos en construcción hoy en día, junto con los nuevos submarinos de China de la clase Jin, el submarino de Francia, el Le Terrible de la clase Le Triomphant y los submarinos clase Columbia de Estados Unidos. 
En los años 90 los cambios geopolíticos acaecidos en el mundo no dieron una sobrevaloración a estos submarinos, todo lo contrario, estos submarinos seguirán siendo los regidores del fondo de los océanos y no se piensa que ya no sea necesaria su navegación por los mares del mundo; por las actuales circunstancias internacionales no permiten un juicio tan claro. La Armada rusa ya posee y poseerá tras la retirada de los submarinos estadounidenses clase Ohio, los submarinos estratégicos más grandes y lo más armados en activo en el mundo. La Armada rusa espera que los costes de mantenimiento de los nuevos submarinos sean más bajos que los costes de los submarinos estratégicos anteriores.
Su arma principal es el misil balístico intercontinental R30 3M30 Bulavá-30 (conocido como RSM-56, en tratados internacionales y como SS-NX-30, según clasificación de la OTAN) es un nuevo cohete de tres etapas y propelente sólido lanzado desde submarinos. Tiene un alcance de 8.000 kilómetros y puede portar entre 6 y 10 cabezas nucleares hipersónicas autónomas, de 100 a 150 kilotones cada una, capaces de modificar la trayectoria de vuelo en el momento de la reentrada a la atmósfera de la Tierra. El portador reglamentario del Bulavá es el submarino proyecto 955 clase “Borey”. Para 2020 está previsto construir ocho submarinos de ese tipo.
El 28 de septiembre de 2010, el K-535 Yuri Dolgoruki completó las pruebas en el mar de la empresa. A fines de octubre, la flota rusa del Pacífico estaba completamente preparada para albergar los nuevos submarinos estratégicos de propulsión nuclear de clase Borei de Rusia. Se espera que se desplieguen cuatro submarinos en la Flota del Norte y cuatro submarinos en la Flota del Pacífico. El 9 de noviembre de 2010, Yuriy Dolgorukiy pasó todas las pruebas de mar dirigidas a nuevos equipos y sistemas.
Inicialmente, el plan era realizar los primeros lanzamientos de torpedos durante las pruebas estatales en curso en diciembre de 2010 y luego, en el mismo mes, realizar el primer lanzamiento del sistema de armas principal, RSM-56 Bulava SLBM. Luego, el plan se pospuso hasta mediados del verano de 2011 debido a las condiciones del hielo en el Mar Blanco.
El 2 de diciembre de 2010, el segundo submarino de clase Borei, K-550 Aleksandr Nevski, fue trasladado a un dique flotante en el astillero Sevmash. Allí se llevaron a cabo los preparativos finales antes de botar el submarino. El submarino fue botado el 6 de diciembre de 2010 y comenzó las pruebas en el mar el 24 de octubre de 2011.
El 28 de junio de 2011 se lanzó por primera vez un misil Bulava desde el submarino de clase Borei Yuriy Dolgorukiy. La prueba fue anunciada como un éxito. Después de largas demoras, finalmente el buque líder, Yuriy Dolgorukiy, se unió a la Armada rusa el 10 de enero de 2013. La ceremonia oficial de izar los colores de la Armada rusa en el submarino estuvo a cargo del ministro de Defensa ruso, Sergey Shoygu. Se implementó activamente en 2014 después de una serie de ejercicios.
El 17 de noviembre de 2017, el cuarto submarino de clase Borei y el primero del Proyecto 955A mejorado, el K-549 Knyaz Vladimir, fue sacado de la sala de construcción en el astillero Sevmash. El submarino fue botado un año después y posteriormente comenzó sus pruebas de mar.
El 25 de octubre de 2022, se publicó la primera foto del K-553 Generalísimo Suvorov, el sexto buque de la clase, mientras realizaba pruebas en el mar. El 7 de noviembre, se terminaron todas las pruebas y se estaba preparando para la puesta en servicio.

## Lista de submarinos
| SSBN Clase Borey - Pr. 955 | SSBN Clase Borey - Pr. 955    | SSBN Clase Borey - Pr. 955 | SSBN Clase Borey - Pr. 955 | SSBN Clase Borey - Pr. 955 | SSBN Clase Borey - Pr. 955 | SSBN Clase Borey - Pr. 955 | SSBN Clase Borey - Pr. 955 |
| #                          | Nombre                        | Tipo                       | Puesta en dique            | Botadura                   | Asignación                 | Flota                      | Estatus                    |
| -------------------------- | ----------------------------- | -------------------------- | -------------------------- | -------------------------- | -------------------------- | -------------------------- | -------------------------- |
| 1                          | K-535 Yuri Dolgoruki          | 955                        | 2 de noviembre de 1996     | 12 de febrero de 2008      | 10 de enero de 2013        | Norte                      | En servicio                |
| 2                          | K-550 Aleksandr Nevski        | 955                        | 19 de marzo de 2004        | 13 de diciembre de 2010    | 23 de diciembre de 2013    | Pacífico                   | En servicio                |
| 3                          | K-551 Vladímir Monomaj        | 955                        | 19 de marzo de 2006        | 30 de diciembre de 2012    | 12 de diciembre de 2014    | Pacífico                   | En servicio                |
| 4                          | K-549 Knyaz Vladimir          | 955A                       | 30 de julio de 2012        | 17 de noviembre de 2017    | 28 de mayo de 2020         | Norte                      | En servicio                |
| 5                          | K-552 Knyaz Oleg              | 955A                       | 27 de julio de 2014        | 16 de julio de 2020        | 21 de diciembre de 2021    | Pacífico                   | En servicio                |
| 6                          | K-553 Generalísimo Suvorov    | 955A                       | 26 de diciembre de 2014    | 25 de diciembre de. 2021   | 29 de diciembre de 2022    | Pacífico                   | En servicio                |
| 7                          | K-554 Emperador Aleksandr III | 955A                       | 18 de diciembre de 2015    | 29 de diciembre de 2022    | 11 de diciembre de 2023    | Pacífico                   | En servicio                |
| 8                          | K-555 Knyaz Pozharski         | 955A                       | 23 de diciembre de 2016    | 3 de febrero de 2024       | 24 de julio de 2025        | Norte                      | En servicio                |
| 9                          | K-??? Dmítriy Donskoy         | 955A                       | 23 de agosto de 2021       | Prev. 2026                 | Prev. diciembre de 2027    | Norte                      | En construcción            |
| 10                         | K-??? Knyaz Potemkin          | 955A                       | 23 de agosto de 2021       | Prev. 2027                 | Prev. diciembre de 2028    | Pacífico                   | En construcción            |
| 11                         | K-??? Pyotr Velikiy           | 955A                       | Prev. 2025                 | Prev. 2030                 | Prev. diciembre de 2031    | Norte                      | Planeado                   |
| 12                         | K-???                         | 955A                       | Prev. 2025                 | Prev. 2031                 | Prev. diciembre de 2032    | Norte                      | Planeado                   |

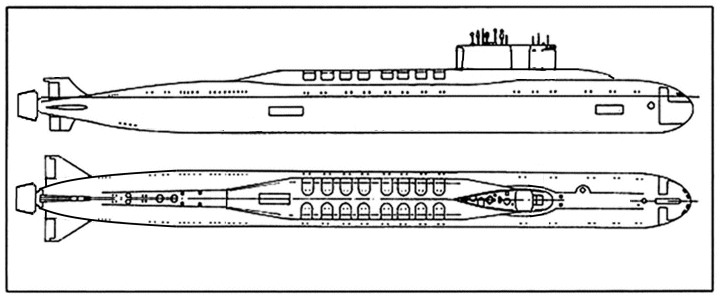
Diagrama de versión posterior. 16 silos de misiles.
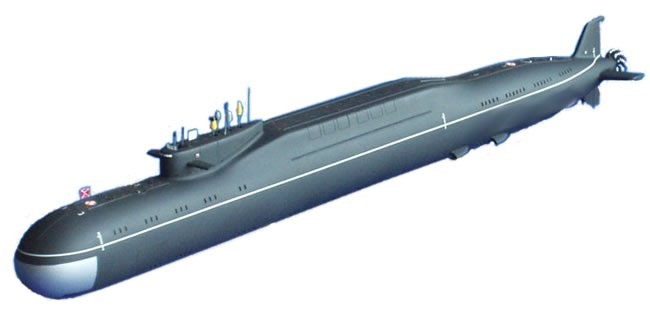
Modelo de una de las primeras variantes de Borea, se ven 12 tapas de eje y una hélice
Proyección de un modelo tridimensional de la última versión.